# وداعا يا فراشة (فلم 2021)
وداعا يا فراشة (بالإنجليزية: Goodbye, Butterfly) فيلم إثارة أمريكي للمخرج تايلر واين، الذي كتب القصة أيضًا. البطولة للنجوم جينيفر آدامز، ودوج برافورد، وبريل. تم تصوير الفيلم في سالزبوري، نورث كارولينا، بالولايات المتحدة. صدر إلى دور العرض في 15 يناير 2021.

## طاقم التمثيل
- آدم دونشيك: في دور رايان أولسن
- جينيفر آدامز: في دور جيسي أولسن
- أندرو لاور: في دور ستان جرانجر
- دوج برافورد: في دور المدرب
- بريل: في دور الكلب
- ماري بيرك: في دور المحقق آيفي هاميت
- أشلي كاراماجنو: في دور النموذج
- كريم شرخيان: في دور المنافس
- جيسيكا نيكول دونوسو: في دور الأخت
- جيريمي لندن: في دور سمسار عقارات
- فرانسين ماري: في دور المراسل
- بريان بيرس: في دور الملازم بن إسحاق
- فرانسيسكو جيه رودريغيز: في دور أنكورمان
- أديسون روس: في دور ميا أولسن
- أنجيلا سوير: في دور المذيعة[3]

## ملخص أحداث الفيلم
يعيش رايان (آدم دونشيك) مع عائلته في سعادة، وله ابنة، ميا (أديسون روس)، عمرها 5 سنوات يحبها ويدللها. تقُتل الصغيرة وتحتار الشرطة في تحقيقاتها وتصل إلى طريق مسدود. يظل رايان مقتنعًا أن جاره غريب الأطوار ستان (أندرو لاور)، هو القاتل. تبدأ حياة رايان بالخروج عن نطاق السيطرة، بينما زوجته، جيسي (جينيفر آدامز)، تتركه وليس لدى المحقق آيفي هاميت (ماري بيرك) أدلة جوهرية للمتابعة. لذلك يقرر رايان أن ينفذ العدالة بيديه. أثناء تجسسه حول مكان سكنه باستخدام منظار، يستطيع أن يتابع ستان جالسًا على طاولة غرفة الطعام الخاصة به ممسكًا بمشبك الفراشة الذي ارتدته ابنة ريان في اليوم الذي قتلت فيه. يتذكر رايان تفتيش الشرطة منزل ستان، وعدم عثورهم على شيء، ولا حتى مشبك الشعر. تتجاهل الشرطة شكوك رايان، وسرعان ما يتحول هوس رايان بستان إلى العنف. يطرح السؤال: إلى أي مدى ستذهب من أجل تحقيق العدالة؟

## استقبال الفيلم
كتب ألن نج على موقع «فيلم ثرت»: «القصة هي البطل. قد لا تكون القصة هي الأكثر ابتكارًا، لكن الفيلم محبوك مع وجود عدد قليل جدًا من الثغرات التي قد تملأها ميزانية أكبر. آدم دونشيك ليس ليام نيسون، لكنه يقدم الفيلم بشكل مثير للإعجاب، كما تفعل ماري بيرك كمحقق مقنع طيب القلب. لا يمكنك أن تخطئ في تقدير هذا الفيلم، إنه أحد أفلام عطلة نهاية الأسبوع مع الأصدقاء، وبعض أنواع المشروبات الباردة».

## وصلات خارجية
- وداعا يا فراشة (فيلم 2021)
- وداعا يا فراشة (فيلم 2021)
- وداعا يا فراشة (فيلم 2021)